# Veïnat (matemàtiques)
|  | Per a altres significats, vegeu «Veïnat (teoria de grafs)». |

Un conjunt V al pla és un veïnat d'un punt p si hi ha un obert prou petit B que conté p i és contingut dins V.

Un rectangle no és un veïnat de cap dels seus vèrtexs.

En topologia i àrees relacionades de la matemàtica, un veïnat o entorn és un dels conceptes bàsics en un espai topològic. De manera intuïtiva, un veïnat d'un punt és un subconjunt que conté el punt i tots els punts prou propers al punt. Aquest concepte està estretament relacionat amb els conceptes d'obert i interior d'un conjunt.

## Definició
Si {\displaystyle \displaystyle X} és un espai topològic i {\displaystyle \displaystyle p} és un punt de {\displaystyle \displaystyle X}, un veïnat de {\displaystyle \displaystyle p} és un subconjunt {\displaystyle \displaystyle V} de {\displaystyle \displaystyle X} que conté un subconjunt obert {\displaystyle \displaystyle U} que conté {\displaystyle \displaystyle p}:
{\displaystyle \displaystyle p\in U\subset V}.
Dit en altres termes, {\displaystyle \displaystyle p} és un punt interior de {\displaystyle \displaystyle V}.
Cal notar que {\displaystyle \displaystyle V} pot no ser obert. Quan {\displaystyle \displaystyle V} és obert s'anomena veïnat obert. Cal parar atenció al fet que alguns autors requereixen en la definició de veïnat la condició de ser obert.
Un conjunt que és un veïnat de cadascun dels seus punts és obert, i recíprocament.
El conjunt de tots els veïnats d'un punt s'anomena sistema de veïnats del punt.
Una base de veïnats d'un punt p és un conjunt de veïnats amb la propietat que qualsevol veïnat de p conté un veïnat de la base.
Si S és un subconjunt de X, un veïnat de S és un subconjunt V que conté un obert U que conté S. Això significa que V és un veïnat de cadascun dels punts de S.

## En un espai mètric

Un conjunt S al pla i un veïnat V de S.

Sigui (M, d) un espai mètric, p un punt de M, i {\displaystyle B(p;r)=\{x\in M\mid d(p,x)<r\}} la bola oberta de centre p i radi r (essent {\displaystyle r>0}). Aquestes boles obertes formen una base de veïnats de p en el sentit esmentat anteriorment: un conjunt V és un veïnat de p si hi ha una bola oberta {\displaystyle B(p;r)} continguda en V.

### Exemples
Considerem la recta real R amb la seva distància usual. Els intervals tancat [-1,1] i obert (-1,1) són ambdós veïnats de l'origen.
Dins la recta real R, considerem el conjunt {\displaystyle V=\bigcup _{n\in \mathbb {N} }B\left(n\,;\,1/2^{n}\right)}. Llavors V és un veïnat del conjunt N dels nombres naturals.

## Definició de la topologia a partir dels veïnats
La definició de veïnat donada anteriorment depèn del concepte previ de topologia. Tanmateix, es pot partir d'una definició abstracta de sistema de veïnats i definir a partir d'ella el concepte de conjunt obert.
Un sistema de veïnats en X és l'assignació d'un conjunt N(x) de parts de X a cada punt x de X de manera que 
1. tota part de X que conté un dels conjunts de N(x) pertany a N(x)
2. la intersecció de dos conjunts de N(x) pertany a N(x)
3. el punt x pertany a cada conjunt U de N(x)
4. cada U de N(x) conté un V de N(x) tal que, si y pertany a V, llavors U és de N(y).

Partint d'això, es defineix un conjunt obert en X com aquell que és un veïnat de cadascun dels seus punts.

## Veïnat perforat
Un veïnat perforat (o veïnat reduït) d'un punt p és un veïnat de p menys el propi p. Per exemple, en un espai mètric la bola perforada {\displaystyle B^{*}(p;r)=\{x\in M\mid 0<d(p,x)<r\}} és un veïnat perforat de p. Evidentment, un tal conjunt no és un veïnat de p. El concepte de veïnat perforat és útil a l'hora de parlar de límit d'una funció.